# Балаж Тароці
Балаж Тароці (угор. Balázs Taróczy; нар. 9 травня 1954) — колишній угорський тенісист.
Найвищу одиночну позицію світового рейтингу — 12 місце досяг 5 квітня 1982, парну — 3 місце — 15 липня 1985 року.
Здобув 13 одиночних та 26 парних титулів.
Перемагав на турнірах Великого шолома в парному розряді.
Завершив кар'єру 1990 року.

## Фінали за кар'єру

### Одиночний розряд: 20 (13–7)
| Легенда                      |
| ---------------------------- |
| Великий Шлем (0)             |
| Grand Prix Masters (0)       |
| Гран-прі Super Series (0)    |
| Гран-прі Regular Series (13) |

| Титули за покриттям |
| ------------------- |
| Тверде (0)          |
| Ґрунт (13)          |
| Трава (0)           |
| Килим (0)           |

| Результат | Ранг | Рік  | Турнір                    | Покриття | Суперник           | Рахунок                           |
| --------- | ---- | ---- | ------------------------- | -------- | ------------------ | --------------------------------- |
| Перемога  | 1.   | 1974 | Кіцбюель, Австрія         | Ґрунт    | Онні Парун         | 6–1, 6–4, 6–4                     |
| Перемога  | 2.   | 1976 | Гілверсум, Нідерланди     | Ґрунт    | Рікардо Кано       | 6–4, 6–0, 6–1                     |
| Поразка   | 1.   | 1977 | Swedish Open, Швеція      | Ґрунт    | Коррадо Барадзутті | 6–7, 7–6, 2–6                     |
| Перемога  | 3.   | 1978 | Гілверсум, Нідерланди (2) | Ґрунт    | Том Оккер          | 2–6, 6–1, 6–2, 6–4                |
| Перемога  | 4.   | 1978 | Барселона, Іспанія        | Ґрунт    | Іліє Настасе       | 1–6, 7–5, 4–6, 6–3, 6–4           |
| Поразка   | 2.   | 1978 | Відень, Австрія           | Тверде   | Стен Сміт          | 6–4, 6–7, 6–7, 3–6                |
| Перемога  | 5.   | 1979 | Брюссель, Бельгія         | Ґрунт    | Іван Лендл         | 6–1, 1–6, 6–3                     |
| Поразка   | 3.   | 1979 | Бостад, Швеція            | Ґрунт    | Б'єрн Борг         | 1–6, 5–7                          |
| Перемога  | 6.   | 1979 | Гілверсум, Нідерланди (3) | Ґрунт    | Томаш Шмід         | 6–2, 6–2, 6–1                     |
| Поразка   | 4.   | 1980 | Брюссель, Бельгія         | Ґрунт    | Пітер Макнамара    | 6–7, 3–6, 0–6                     |
| Перемога  | 7.   | 1980 | Бостад, Швеція            | Ґрунт    | Тоні Джаммалва     | 6–3, 3–6, 7–6                     |
| Перемога  | 8.   | 1980 | Гілверсум, Нідерланди (4) | Ґрунт    | Харун Ісмаїл       | 6–3, 6–2, 6–1                     |
| Перемога  | 9.   | 1980 | Женева, Швейцарія         | Ґрунт    | Адріано Панатта    | 6–3, 6–2                          |
| Поразка   | 5.   | 1981 | Борнмут, Велика Британія  | Ґрунт    | Віктор Печчі       | 3–6, 4–6                          |
| Перемога  | 10.  | 1981 | Гілверсум, Нідерланди (5) | Ґрунт    | Гайнц Ґюнтгардт    | 6–3, 6–7, 6–4                     |
| Перемога  | 11.  | 1981 | Токіо, Японія             | Ґрунт    | Еліот Телчер       | 6–3, 1–6, 7–6(7–3)                |
| Перемога  | 12.  | 1982 | Ніцца, Франція            | Ґрунт    | Яннік Ноа          | 6–2, 3–6, 13–11                   |
| Перемога  | 13.  | 1982 | Гілверсум, Нідерланди (6) | Ґрунт    | Бастер Моттрам     | 7–6(7–5), 6–7(3–7), 6–3, 7–6(7–5) |
| Поразка   | 6.   | 1983 | Гілверсум, Нідерланди     | Ґрунт    | Томаш Шмід         | 4–6, 4–6                          |
| Поразка   | 7.   | 1984 | Індіанаполіс, США         | Ґрунт    | Андрес Гомес       | 0–6, 6–7(5–7)                     |

### Парний розряд: 59 (26–33)
| Результат | Ранг | Рік  | Турнір                                      | Покриття  | Партнер           | Суперники                                 | Рахунок                 |
| --------- | ---- | ---- | ------------------------------------------- | --------- | ----------------- | ----------------------------------------- | ----------------------- |
| Поразка   | 1.   | 1973 | Прага, Чехословаччина                       | Ґрунт     | Роберт Мацхан     | Ян Кодеш Владімір Зеднік                  | 3–6, 6–7                |
| Поразка   | 2.   | 1974 | Флоренція, Італія                           | Ґрунт     | Роберт Мацхан     | Паоло Бертолуччі Адріано Панатта          | 3–6, 6–3, 4–6           |
| Поразка   | 3.   | 1974 | Кіцбюель, Австрія                           | Ґрунт     | Франтішек Пала    | Іван Моліна Хайро Веласко                 | 6–2, 6–7, 4–6, 4–6      |
| Поразка   | 4.   | 1975 | Роттердам WCT, Нідерланди                   | Килим (i) | Хосе Їгерас       | Боб Г'юїтт Фрю Макміллан                  | 2–6, 2–6                |
| Поразка   | 5.   | 1976 | Флоренція, Італія                           | Ґрунт     | Петер Соке        | Колін Діблі Карлус Кірмайр                | 7–5, 5–7, 5–7           |
| Поразка   | 6.   | 1976 | Гілверсум, Нідерланди                       | Ґрунт     | Войцех Фібак      | Рікардо Кано Белус Прахокс                | 4–6, 3–6                |
| Перемога  | 1.   | 1977 | Мюнхен, Німеччина                           | Ґрунт     | Франтішек Пала    | Нікола Шпер Джон Вітлінгер                | 6–3, 6–4                |
| Поразка   | 7.   | 1978 | Swedish Open, Швеція                        | Ґрунт     | Петер Соке        | Боб Кармайкл Марк Едмондсон               | 5–7, 4–6                |
| Перемога  | 2.   | 1978 | Гілверсум, Нідерланди                       | Ґрунт     | Том Оккер         | Боб Кармайкл Марк Едмондсон               | 7–6, 4–6, 7–5           |
| Перемога  | 3.   | 1978 | Бостон, США                                 | Ґрунт     | Віктор Печчі      | Гайнц Ґюнтгардт Вен Вінітскі              | 6–3, 3–6, 6–1           |
| Перемога  | 4.   | 1978 | Відень, Австрія                             | Килим (i) | Віктор Печчі      | Боб Г'юїтт Фрю Макміллан                  | 6–3, 6–7, 6–4           |
| Поразка   | 8.   | 1979 | Монте-Карло, Монако                         | Ґрунт     | Віктор Печчі      | Іліє Настасе Рауль Рамірес                | 3–6, 4–6                |
| Поразка   | 9.   | 1979 | Брюссельський столичний регіон, Бельгія     | Ґрунт     | Карлус Кірмайр    | Біллі Мартін Пітер Макнамара              | 7–5, 5–7, 4–6           |
| Перемога  | 5.   | 1979 | Гілверсум, Нідерланди                       | Ґрунт     | Том Оккер         | Ян Кодеш Томаш Шмід                       | 6–1, 6–3                |
| Поразка   | 10.  | 1980 | Рим, Італія                                 | Ґрунт     | Еліот Телчер      | Марк Едмондсон Кім Ворвік                 | 6–7, 6–7                |
| Перемога  | 6.   | 1980 | Гілверсум, Нідерланди                       | Ґрунт     | Том Оккер         | Тоні Джаммалва Бастер Моттрам             | 7–5, 6–3, 7–6           |
| Поразка   | 11.  | 1980 | Палермо, Італія                             | Ґрунт     | Віктор Печчі      | Джанні Оклеппо Рікардо Ікаса              | 2–6, 2–6                |
| Перемога  | 7.   | 1980 | Женева, Швейцарія                           | Ґрунт     | Желько Франулович | Гайнц Ґюнтгардт Маркус Ґюнтгардт          | 6–4, 4–6, 6–4           |
| Поразка   | 12.  | 1980 | Мадрид, Іспанія                             | Ґрунт     | Ян Кодеш          | Ганс Гільдемайстер Андрес Гомес           | 6–3, 3–6, 8–10          |
| Поразка   | 13.  | 1980 | Барселона, Іспанія                          | Ґрунт     | Павел Сложил      | Стів Дентон Іван Лендл                    | 2–6, 7–6, 3–6           |
| Перемога  | 8.   | 1980 | Bologna Indoor, Італія                      | Килим (i) | Балч Волтс        | Стів Дентон Пол Макнамі                   | 2–6, 6–3, 6–0           |
| Перемога  | 9.   | 1981 | Каїр, Єгипет                                | Ґрунт     | Ісмаїл Ель-Шафей  | Паоло Бертолуччі Джанні Оклеппо           | 6–7, 6–3, 6–1           |
| Перемога  | 10.  | 1981 | Монте-Карло, Монако                         | Ґрунт     | Гайнц Гюнтхардт   | Павел Сложил Томаш Шмід                   | 6–3, 6–3                |
| Перемога  | 11.  | 1981 | Відкритий чемпіонат Франції з тенісу, Париж | Ґрунт     | Гайнц Гюнтхардт   | Террі Мур Еліот Телчер                    | 6–2, 7–6, 6–3           |
| Перемога  | 12.  | 1981 | Гілверсум, Нідерланди                       | Ґрунт     | Гайнц Гюнтхардт   | Реймонд Мур Ендрю Паттісон                | 6–0, 6–2                |
| Перемога  | 13.  | 1981 | Женева, Швейцарія                           | Ґрунт     | Гайнц Гюнтхардт   | Павел Сложил Томаш Шмід                   | 6–4, 3–6, 6–2           |
| Перемога  | 14.  | 1981 | Токіо, Японія                               | Ґрунт     | Гайнц Гюнтхардт   | Ларрі Стефанкі Роберт Вант Гоф            | 3–6, 6–2, 6–1           |
| Поразка   | 14.  | 1981 | Токіо Indoor, Японія                        | Килим (i) | Гайнц Гюнтхардт   | Віктор Амая Генк Пфістер                  | 4–6, 2–6                |
| Поразка   | 15.  | 1981 | Bologna Indoor, Італія                      | Килим (i) | Томаш Шмід        | Семмі Джаммалва Анрі Леконт               | 6–7, 4–6                |
| Перемога  | 15.  | 1982 | Masters Doubles WCT, Лондон                 | Килим (i) | Гайнц Гюнтхардт   | Кевін Каррен Стів Дентон                  | 6–7, 6–3, 7–5, 6–4      |
| Поразка   | 16.  | 1982 | Мехіко WCT, Мехіко                          | Килим (i) | Томаш Шмід        | Шервуд Стюарт Ферді Тейган                | 4–6, 5–7                |
| Поразка   | 17.  | 1982 | Delray Beach WCT, США                       | Ґрунт     | Томаш Шмід        | Мел Перселл Еліот Телчер                  | 4–6, 6–7                |
| Поразка   | 18.  | 1982 | Ніцца, Франція                              | Ґрунт     | Пол Макнамі       | Анрі Леконт Яннік Ноа                     | 7–5, 4–6, 3–6           |
| Поразка   | 19.  | 1982 | Мадрид, Іспанія                             | Ґрунт     | Гайнц Гюнтхардт   | Павел Сложил Томаш Шмід                   | 1–6, 6–3, 7–9           |
| Перемога  | 16.  | 1982 | Рим, Італія                                 | Ґрунт     | Гайнц Гюнтхардт   | Войцех Фібак Джон Фіцджеральд             | 6–4, 4–6, 6–3           |
| Поразка   | 20.  | 1982 | Гілверсум, Нідерланди                       | Ґрунт     | Гайнц Гюнтхардт   | Ян Кодеш Томаш Шмід                       | 6–7, 4–6                |
| Перемога  | 17.  | 1983 | Masters Doubles WCT, Лондон                 | Килим (i) | Гайнц Гюнтхардт   | Браян Готтфрід Рауль Рамірес              | 6–3, 7–5, 7–6           |
| Перемога  | 18.  | 1983 | Брюссель, Бельгія                           | Килим (i) | Гайнц Гюнтхардт   | Ганс Сімонссон Матс Віландер              | 6–2, 6–4                |
| Поразка   | 21.  | 1983 | Munich WCT, Німеччина                       | Килим (i) | Гайнц Гюнтхардт   | Кевін Каррен Стів Дентон                  | 5–7, 6–2, 1–6           |
| Перемога  | 19.  | 1983 | Монте-Карло, Монако                         | Ґрунт     | Гайнц Гюнтхардт   | Анрі Леконт Яннік Ноа                     | 6–2, 6–4                |
| Поразка   | 22.  | 1983 | Борнмут, Англія                             | Ґрунт     | Гайнц Гюнтхардт   | Томаш Шмід Шервуд Стюарт                  | 6–7, 5–7                |
| Перемога  | 20.  | 1983 | Гамбург, Німеччина                          | Ґрунт     | Гайнц Гюнтхардт   | Марк Едмондсон Браян Готтфрід             | 7–6, 4–6, 6–4           |
| Перемога  | 21.  | 1983 | Гілверсум, Нідерланди                       | Ґрунт     | Гайнц Гюнтхардт   | Ян Кодеш Томаш Шмід                       | 3–6, 6–2, 6–3           |
| Поразка   | 23.  | 1984 | Гамбург, Німеччина                          | Ґрунт     | Гайнц Гюнтхардт   | Стефан Едберг Андерс Яррід                | 3–6, 1–6                |
| Поразка   | 24.  | 1984 | Індіанаполіс, США                           | Ґрунт     | Гайнц Гюнтхардт   | Кен Флек Роберт Сегусо                    | 6–7, 5–7                |
| Поразка   | 25.  | 1984 | Мастерс Цинциннаті, США                     | Тверде    | Сенді Меєр        | Франсіско Гонсалес Метт Мітчелл           | 6–4, 3–6, 6–7           |
| Поразка   | 26.  | 1984 | Відень, Австрія                             | Килим (i) | Гайнц Гюнтхардт   | Войцех Фібак Сенді Меєр                   | 4–6, 4–6                |
| Поразка   | 27.  | 1985 | Masters Doubles WCT, Лондон                 | Килим (i) | Гайнц Гюнтхардт   | Кен Флек Роберт Сегусо                    | 3–6, 6–3, 3–6, 0–6      |
| Перемога  | 22.  | 1985 | Indian Wells Open, США                      | Тверде    | Гайнц Гюнтхардт   | Кен Флек Роберт Сегусо                    | 3–6, 7–6, 6–3           |
| Поразка   | 28.  | 1985 | Гамбург, Німеччина                          | Ґрунт     | Гайнц Гюнтхардт   | Ганс Гільдемайстер Андрес Гомес           | 6–1, 6–7, 4–6           |
| Перемога  | 23.  | 1985 | Вімблдонський турнір, Лондон                | Трава     | Гайнц Гюнтхардт   | Пет Кеш Джон Фітцджералд                  | 6–4, 6–3, 4–6, 6–3      |
| Поразка   | 29.  | 1985 | Washington Open, США                        | Тверде    | Девід Ґрем        | Ганс Гільдемайстер Віктор Печчі           | 3–6, 6–1, 4–6           |
| Перемога  | 24.  | 1986 | Masters Doubles WCT, Лондон                 | Килим (i) | Гайнц Гюнтхардт   | Пол Еннекон Хрісто ван Ренсбург           | 6–4, 1–6, 7–6, 6–7, 6–4 |
| Поразка   | 30.  | 1988 | Сен-Венсан, Італія                          | Ґрунт     | Паоло Кане        | Альберто Манчіні Крістіан Мініуссі        | 4–6, 7–5, 3–6           |
| Перемога  | 25.  | 1988 | Відень, Австрія                             | Килим (i) | Алекс Антоніч     | Кевін Каррен Томаш Шмід                   | 4–6, 6–3, 7–6           |
| Поразка   | 31.  | 1989 | Мілан, Італія                               | Килим (i) | Гайнц Гюнтхардт   | Якоб Гласек Джон Макінрой                 | 3–6, 4–6                |
| Поразка   | 32.  | 1989 | Ніцца, Франція                              | Ґрунт     | Гайнц Гюнтхардт   | Ріккі Остертун Удо Ріглевскі              | 6–7, 7–6, 1–6           |
| Перемога  | 26.  | 1989 | Мюнхен, Німеччина                           | Ґрунт     | Хав'єр Санчес     | Пітер Дуен Лорі Вордер                    | 7–6, 6–7, 7–6           |
| Поразка   | 33.  | 1990 | Брюссель, Бельгія                           | Килим (i) | Горан Іванишевич  | Еміліо Санчес Вікаріо Слободан Живоїнович | 5–7, 3–6                |